# Glenea paramephisto
Glenea paramephisto är en skalbaggsart som beskrevs av Stefan von Breuning 1972. Glenea paramephisto ingår i släktet Glenea och familjen långhorningar. Inga underarter finns listade i Catalogue of Life.